# Morgan Brown
Morgan Lea Brown (Leicester, 29 novembre 1999) è un calciatore inglese, centrocampista dell'Arīs Limassol.

## Carriera
Dopo aver giocato per vari anni nelle giovanili del Leicester City, nell'estate del 2018 si trasferisce da svincolato all'Aberdeen, club della prima divisione scozzese, con cui supera positivamente un provino per poi firmare il suo primo contratto professionistico in carriera.
Al termine della stagione 2018-2019, nella quale non gioca in realtà nessuna partita ufficiale in prima squadra, si accorda per andare a giocare in Southern Football League (settima divisione inglese) con i semiprofessionisti dello Stratford Town, che dopo sole 2 partite giocate lascia per trasferirsi a Cipro all'Arīs Limassol, club di seconda divisione, con cui nella stagione 2020-2021 conquista una promozione in prima divisione, categoria in cui esordisce nella stagione 2021-2022; l'anno seguente gioca invece 2 partite nei turni preliminari di Conference League e contribuisce con 3 reti in 30 presenze alla vittoria del primo campionato nella storia del club; nella stagione 2023-2024 vince invece una Supercoppa di Cipro e gioca una partita nei turni preliminari di Champions League e complessive 8 partite in Europa League.

## Palmarès

### Club

#### Competizioni nazionali
- Campionato cipriota: 1

Aris Limassol: 2022-2023
- Supercoppa di Cipro: 1

Aris Limassol: 2023